# Vestido nude de Marilyn Monroe

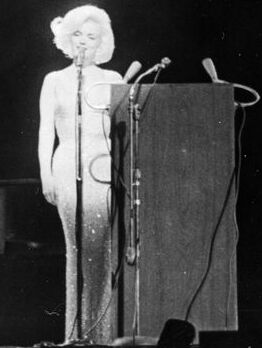
Marilyn Monroe durante su actuación en el Madison Square Garden.

Un ceñido vestido color beige fue lucido por la actriz Marilyn Monroe el 19 de mayo de 1962 sobre el escenario del Madison Square Garden durante la celebración del 45.º cumpleaños del presidente de los Estados Unidos John F. Kennedy, conocido por ello también como el vestido del "Happy Birthday Mr. President" que ella cantó ante los 15 000 espectadores del evento.
Previamente, había sido presentada por el actor Peter Lawford, quien se llevó el abrigo que ella llevaba sobre los hombros, revelando así el atrevido modelo realizado por Bob Mackie para el modista francés afincado en Estados Unidos Jean Louis y que ha quedado en la historia como uno de los más recordados y célebres de la actriz, a menudo citado como ejemplo de sensualidad femenina.
Es un vestido de noche largo y ceñido de chifón beige, sin mangas, de escote redondo delante y aun más amplio a la espalda, con seis mil piedras de cristal cosidas a mano, que ella describió como "de piel y pedrería". La perfecta adherencia y el color "nude", provocaban un efecto de desnudo, como si solo fuera vestida con strass. Para que le quedara como una segunda piel, fue cosido directamente sobre el cuerpo de Marilyn justo antes del evento.
Nancy Valentino, presidenta de marketing de Christie's dijo: "Le era imposible llevar ropa interior con el vestido. Estaba literalmente cosido a ella, y yo pienso que lo interesante es que ella quería que fuera tan ajustado que solo podía ser cortado y cosido directamente sobre su cuerpo". Jean Louis, en cambio, declaró que se trataba de "un vestido que solo Marilyn Monroe tendría la valentía de usar".
El vestido tiene también el récord de ser el vestido más caro jamás subastado. Fue vendido por Christie's de Nueva York el 27 de octubre de 1999 al precio final de 1 267 500 dólares. El 17 de noviembre de 2016 el vestido fue revendido en la subasta de Julien's Auctions al precio de 4 800 000 dólares, batiendo nuevamente su propio récord. Originariamente el vestido le había costado a Marilyn Monroe 1440 dólares, incluyendo los zapatos. Se lo encargó a Jean Louis tras quedar prendada de uno muy parecido que le había hecho a Marlene Dietrich. El diseñador también fue el autor del igualmente célebre vestido negro de satén lucido por Rita Hayworth en Gilda.
El vestido ha servido de inspiración a numerosos diseñadores para confeccionar atrevidos modelos ceñidos y con abundantes trasparencias lucidos sobre la alfombra roja por Kim Kardashian, Beyoncé o Jennifer López.